# Anna Lewicka z Lewickich
Anna Lewicka z Lewickich (ur. 26 lipca 1852 we Lwowie, zm. 27 lipca 1932 tamże) – polska pisarka, dziennikarka, popularyzatorka przyrody i historii dla dzieci.

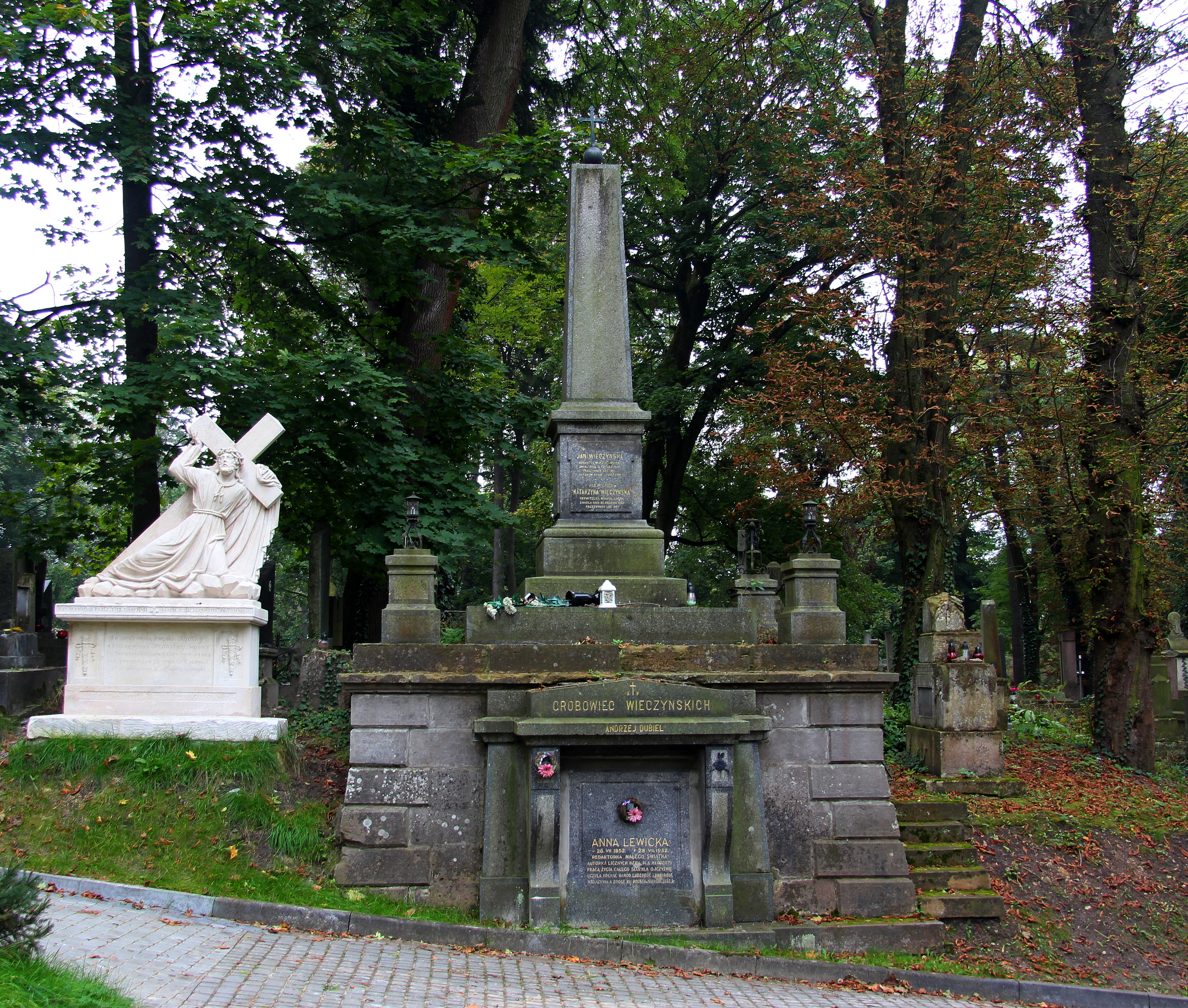
Grobowiec Wieczyńskich

## Życiorys
Urodzona w rodzinie lwowskiego przemysłowca. W wieku pięciu lat straciła matkę i była wychowywana przez ciotkę oraz jej męża, zamożnego kupca i wiceprezydenta Lwowa. Ukończyła pensję i Seminarium Nauczycielskie w rodzinnym Lwowie. Od młodości znajdowała się pod wpływem koncepcji pozytywistycznych. Zrezygnowała z podjęcia studiów w Szwajcarii, mimo dobrych warunków materialnych. Rozpoczęła pracę nauczycielską w Stanisławowie. Wyszła za mąż za Feliksa Lewickiego, z którym miała córkę Jadwigę.
Była autorką tekstów i redaktorem w pismach: „Echo z Pokucia” (do 1887 – redagowała to pismo wspólnie z mężem), „Mały Światek” (od 1887 do 1920 – zamieszczała w nim artykuły przyrodnicze pod pseudonimami Duszyński i Anatol Zieliński) oraz „Nasz Towarzysz” i „Głos Polski”.
Została pochowana w grobowcu rodziny Wieczyńskich na Cmentarzu Łyczakowskim we Lwowie.

## Ordery i odznaczenia
- Krzyż Kawalerski Orderu Odrodzenia Polski (28 kwietnia 1926)[3]

## Twórczość pisarska
Tworzyła dużo, prawie wyłącznie dla dzieci i młodzieży. W twórczości łączyła hasła pozytywistyczne z tradycjami romantycznymi.
- Jędrzej Góralczyk (1922),
- O wynalazkach sprzed lat tysięcy i najnowszej doby (1924),
- W jasnej wsi (1927),
- Wśród dzieci i młodzieży różnych ludów (1927),
- Wśród naszych łąk i borów (1930),
- Z naszych pól i lasów (1930),
- Wesoły panicz (1931),
- Życie jak bajka (1931),
- Danusia i Chińczycy (1932),
- Wielki czarodziej Tomasz Alva Edison (1932),
- Z naszego morza i przymorza (1932),
- Za Napoleonem (1932),
- Boże drzewko (1933),
- Wieczory wigilijne (1933),
- Z młodych lat wieszcza (1933).

Źródło.